# Thiết Tây, An Sơn
Thiết Tây (chữ Hán giản thể: 铁西区, âm Hán Việt: Thiết Tây khu) là một quận của địa cấp thị An Sơn, tỉnh Liêu Ninh, Cộng hòa Nhân dân Trung Hoa. Quận Thiết Tây nằm ở đông nam của An Sơn, vì nằm ở trên tuyến đường sắt Thẩm Đại nên có tên gọi này. Thiết Tây có diện tích 34 km², dân số 290.000 người. Mã số bưu chính của Thiết Tây là 114014. Chính quyền nhân dân quận đóng ở số 171 đường Nhân dân. Về mặt hành chính, quận Thiết Tây được chia ra thành 11 nhai đạo biện sự xứ. Các đơn vị này lại được chia thành 93 uỷ ban xã khu, 2 thôn hành chính
- Nhai đạo biện sự xứ: Vĩnh Lạc, Cộng Hòa, Hưng Thịnh, Bát Gia Tử, Khởi Minh, Phồn Vinh, Tân Đào, Đại Lục, Bắc Đào Quan, Nam Hoa, Vĩnh Phát.